# Лай-да-Сонча-Марія

Краєвид на озеро зі східного берега. Гребля праворуч

Лай-да-Сонча-Марія (ромш. Lai da Sontga Maria, італ. Lago di Santa Maria) — озеро на північ від перевалу Лукманьєр у Швейцарії. Більша частина озера лежить у громаді Медель кантону Граубюнден, а невеликі частинки на південному заході належать громадам Квінто та Бленіо кантону Тічино. Площа поверхні водосховища становить 1,77 км2. Аркова гребля Санта-Марія, розташована на півночі озера, була добудована 1968 року. Головна дорога перевалу Лукманьєр проходить на східному боці від озера.

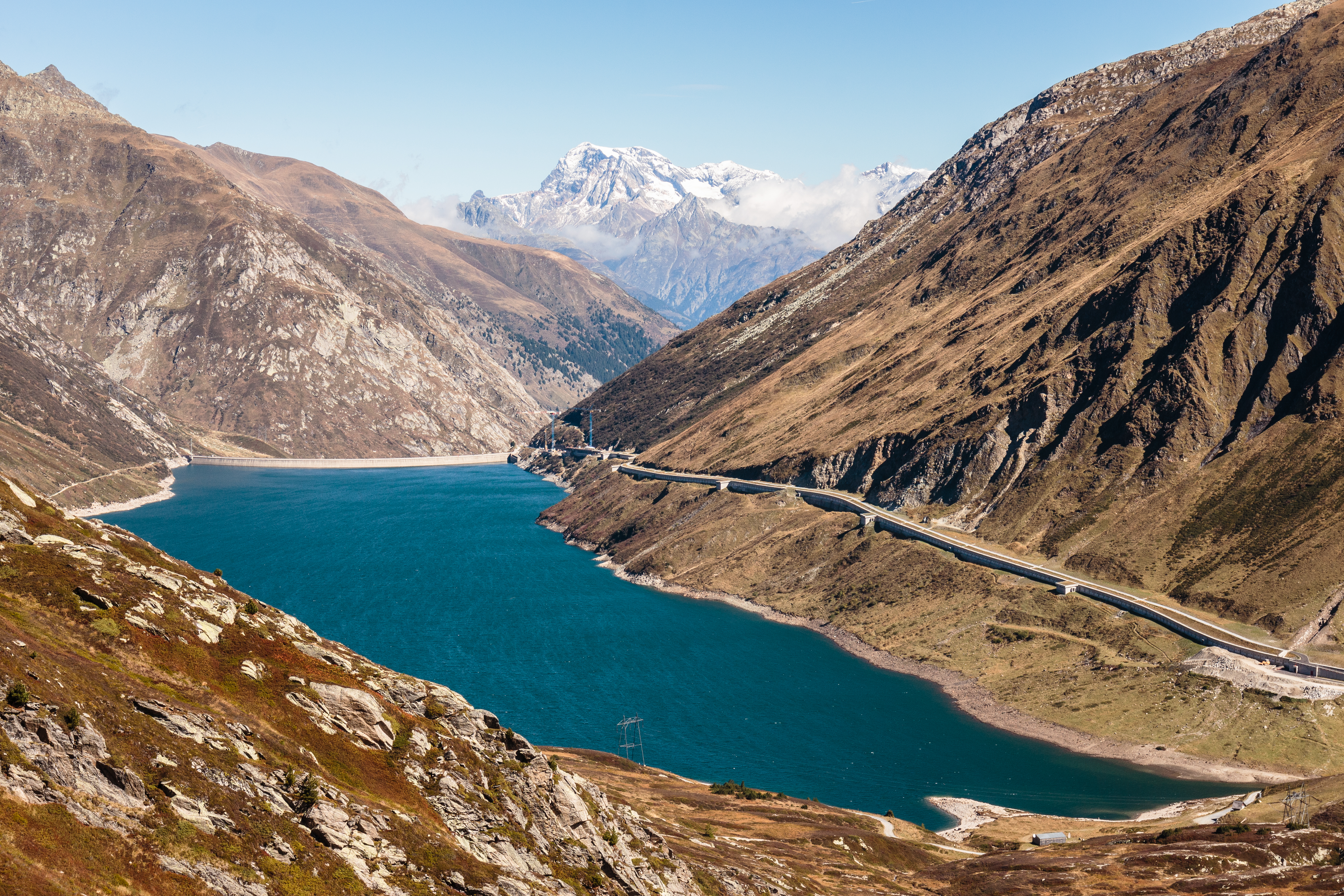
Перевал Лукманьєр, водосховище Лай-да-Сонча-Марія біля перевалу, Швейцарські Альпи, Граубюнден, Швейцарія

Озеро лежить на висоті 1908 метрів над рівнем моря й оточене горами висотою близько 3000 метрів з усіх боків. Найвищою горою біля Лай-да-Сонча-Марія є гора Скопі (3190 м) на сході. На заході від озера також є гори Піц-Ґаннареч (3040 м) та Піц-Рондадура (3016 м). На півдні від озера (у кантоні Тічино) розташована гора Піццо-делль-Уомо (2663 м). Озеро дренується річкою Рейн-да-Медель — притокою Переднього Рейну.